# Sound Storm
I Sound Storm sono un gruppo musicale italiano di Torino il cui stile è riconducibile al symphonic metal moderno con influenze power metal, neoclassiche e gothic metal.

## Storia del gruppo
I Sound Storm nascono nel 2002 a Torino come cover band di gruppi rock e metal come Iron Maiden, Manowar, Savatage; in seguito hanno iniziato a comporre materiale proprio, portando a compimento alla fine del 2003, un discreto numero di brani inediti.
Dopo due titoli auto-prodotti (The Storm Is Coming..., demo del 2005 e Northern Wilderness, EP del 2007), a metà 2008 la band pubblica l'album di debutto Twilight Opera, con quartetto d'archi e sezione corale composta da 10 elementi. Prodotto da Frank Andiver (Labyrinth e Wonderland) presso gli Zenith Studios di Lucca, l'album è stato masterizzato ai Finnvox Studios da Mika Jussila e distribuito in tutto il mondo da Rising Records.
Nell'estate 2010 i Sound Storm partono per il loro primo tour in Messico tenendo 11 concerti in tutto il paese.
Nel 2012 i Sound Storm firmano un accordo a livello mondiale con la Scarlet Records per la pubblicazione del loro secondo album Immortalia. Registrato, mixato e masterizzato presso il Metal House Studio di Ettore Rigotti (Disarmonia Mundi), Immortalia è un concept album sulla ricerca della vita eterna, con canzoni legate insieme dal tema comune dell'immortalità dell'anima. Tutto il lavoro di artwork e grafica dell'intero disco è stato gestito da Felipe Machado Franco (Blind Guardian, Rhapsody Of Fire).
Poco dopo la band riparte per un nuovo tour europeo di 15 date insieme ai veterani del metal gotico norvegese Tristania. Alla fine del 2012 i Sound Storm partecipano ad un mini tour italiano prima con Epica e infine con Haggard. Il "Tour Immortalia" prosegue anche nel 2013, prima con alcuni spettacoli da headliner in tutta Italia, poi in alcuni festival internazionali.
Nel dicembre 2013, i Sound Storm prendono parte al Rock Opera Unveiled Tour a supporto di band di fama mondiale (Therion e Arkona) suonando anche all'"Eindhoven Metal Meeting" in Olanda.
Tra il 2014 e il 2015 la band è stata molto attiva sul fronte dei concerti live portando a compimento un altro tour europeo con i tedeschi Haggard, prima con il "Symphonic Autumn/Winter Blast Tour" e in seguito con il "Dragonfest Tour".
Nel 2016 esce il loro terzo album, dal titolo Vertigo.
Nel 2019 continuano ad esibirsi in una tournée in varie città del territorio italiano attraverso iniziando da Roma la cui data è aperta dalla band autoctona Tothem.
Nel 2024 pubblicano un nuovo singolo intitolato "At the end of time" annunciando un nuovo cambio di formazione: Chiara Tricarico non è più parte della band mentre alle voci femminili subentra la già tastierista Elena Crolle.

## Formazione

### Formazione attuale
- Andrea Racco - voce (2018 - oggi)
- Valerio Sbriglione - chitarra (2002 - oggi)
- Massimiliano Flak - basso elettrico (2005 - oggi)
- Elena Crolle - tastiere e voce (2015 - oggi)
- Rocco Mirarchi - chitarra (2015 - oggi)
- Mattia Rubino - batteria (2018 - oggi)

### Ex componenti
- Chiara Tricarico - voce (2018[11] - 2019)
- Fabio Privitera - voce (2015 - 2018)
- Filippo Arancio - voce (2005 - 2015)
- Alessandro Bissa - batteria (2015 - 2018)
- David Folchitto - batteria (session man) (2013 - 2015)
- Davide Cristofoli - tastiere (2012 - 2014)
- Alessandro Muscio - tastiere (2009 - 2012)
- Federico Brignolo - batteria (2002 - 2012)
- Valerio Verderosa - tastiere[1] (2002 - 2008)

## Discografia

### Album
- 2009 – Twilight Opera
- 2012 – Immortalia
- 2016 – Vertigo

### Demo/EP/singoli
- 2005 – The Storm Is Coming... (demo)
- 2007 – Northern Wilderness (EP)
- 2018 – To The Stars (singolo)
- 2024 – At the End of Time (singolo)